# Saint-Aubin-la-Plaine
Saint-Aubin-la-Plaine is een gemeente in het Franse departement Vendée (regio Pays de la Loire) en telt 304 inwoners (1999). De plaats maakt deel uit van het arrondissement Fontenay-le-Comte.

## Geografie
De oppervlakte van Saint-Aubin-la-Plaine bedraagt 11,7 km², de bevolkingsdichtheid is 26,0 inwoners per km².
De onderstaande kaart toont de ligging van Saint-Aubin-la-Plaine met de belangrijkste infrastructuur en aangrenzende gemeenten.

## Demografie
Onderstaande figuur toont het verloop van het inwonertal (bron: INSEE-tellingen).

1. ↑  Populations de référence 2022.